# Boekbanden en ex librissen ontworpen door Chris Lebeau
Dit is een overzicht van alle boekbanden en ex librissen ontworpen door Chris Lebeau.

## Boekbanden en omslagen
- De Naaisterbode: titelvignet

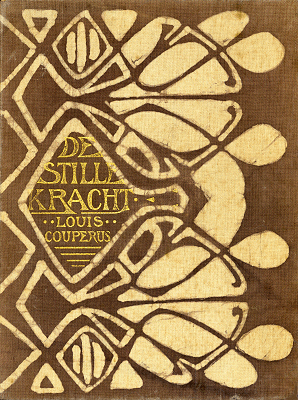
Omslag van De stille kracht

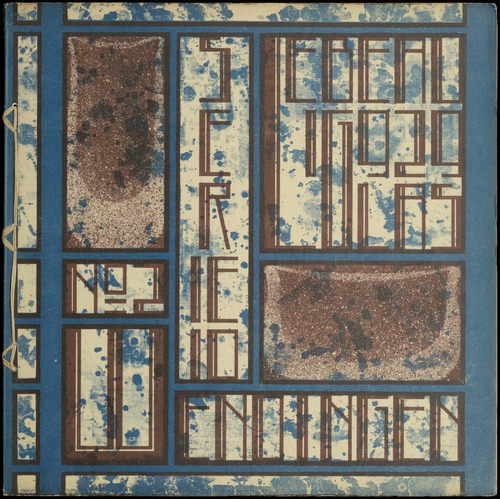
Wendingen (1929)

- Louis Couperus, De Stille Kracht, L.J. Veen, Amsterdam 1900: bandontwerp
- Louis Couperus, Van oude menschen en dingen die voorbij gaan, L.J. Veen, Amsterdam, 1906: bandontwerp
- Catalogus Textielfabriek Van Dissel, ca.1906-1907: omslagontwerp
- A.T.A. Heijting, De Reien van Vondel, D. Coene, Amsterdam, 1910: Bandversiering en illustraties
- A.T.A. Heijting, Verzamelde gedichten, D. Coene, Amsterdam, 1911: bandversiering
- A.T.A. Heijting, Van leven en dood, D. Coene, Amsterdam: 1914. Bandversiering
- Kalender, 1911: illustraties op alle maanden
- Jan Fabricius, Totok en Indo, een plantage idylle, L.A. Dickhof, Den Haag, 1915
- De Duivel, een spel in drie  bedrijven, M.M. Couvee, 1915: omslagontwerp
- Programma Theater Verkade, 1915-1916: omslagontwerp
- Neerlands Indië etc. 2 delen, Uitgeversmij. Elsevier, Amsterdam, 1920
- De Bedrijfsreklame, januari 1920: omslag en veel illustraties
- Willem van Konijnenburg. Van Es, Wassenaar, 1920: omslagontwerp
- De Wapens Neder: omslagen en illustraties voor dit orgaan tussen 1923 en 1928
- De Kleine Gids: vijf verhalen door Nienke van Hichtum e.a., C.A. Mees, Santpoort, 1924: band en 5 illustraties
- Winterboek 1924-1925, Wereldbibliotheek, Amsterdam: bandontwerp
- Eugen de Molder, De hovenier van Madame De Pompadour, Querido, Amsterdam, 1925: bandontwerp
- August Heijting, Groot Liedboek, 1926: omslagontwerp
- Bevrijding, Tolstoi-nummer, Orgaan van Religieuze Anarcho Communisten, september 1928: omslagontwerp
- Omslagontwerp tijdschrift  Wendingen 1929, serie 10, no.2
- Mozaïek, een reeks leerboekjes, Tjeenk Willink, Zwolle, diverse jaren: omslagontwerp
- Jeanne Reyneke van Stuwe, Flirt, L.J. Veen, Amsterdam: Bandontwerp
- In en om de Philipsfabrieken: bandontwerp
- Catalogus de Erven Loosjes, Boekhandel, Haarlem: omslagontwerp
- Heemschut 1924: titelkop
- Positief Christendom en huwelijkswetgeving, Van Stockum, Den Haag, 1930: bandontwerp

## Ex librissen
- Jan Bontkes
- M. v.d. B.
- R.P. Cleveringa
- G.J. Geers
- L. Gelber
- L. en Arthur van Gelder
- A. Gelber
- Sof Herman
- J. Kerkhoven
- H. Kloppers
- A. Lebeau
- Chris Lebeau (dit boek is van mij)
- Ditte Lebeau
- Bart de Ligt
- Prof. Dr. E.M. Meurs
- Cor Miranda-Hijner
- A.F. Mirande
- J.K. Moojen
- Mr Benk Moret
- De Nederlanden van 1845
- G.H. Pannekoek
- Rient van Santen
- J. Slagter

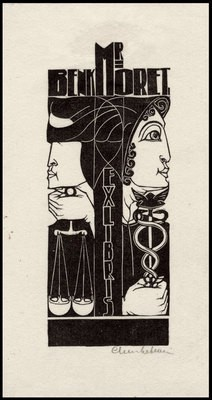
Ex libris voor Benk Moret

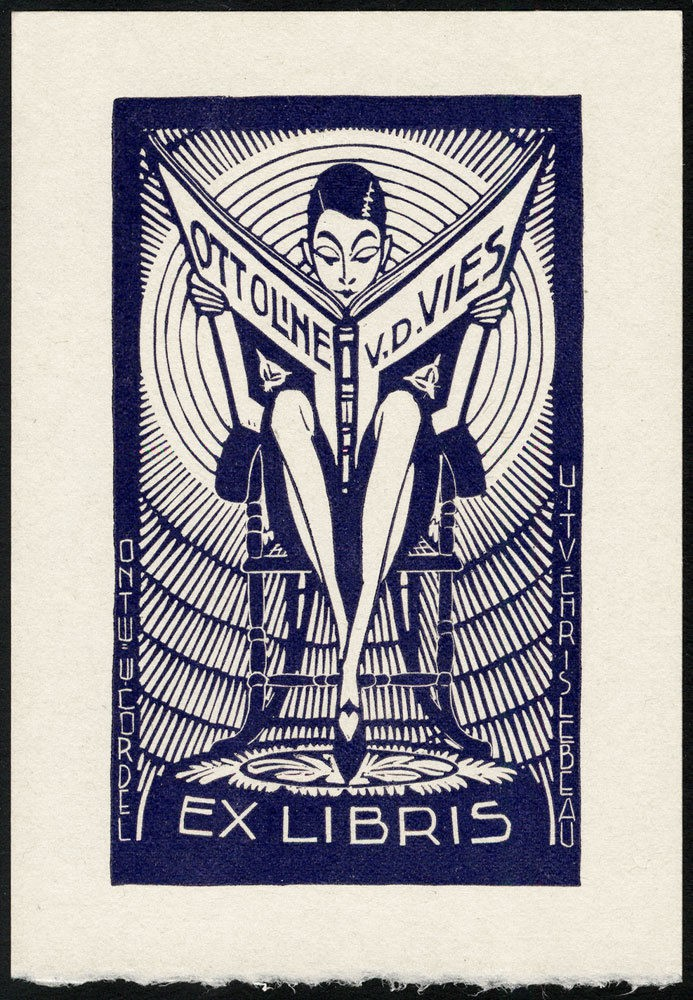
Ex libris voor Ottoline van der Vies

- Lot Meyer Timmerman Thijssen Meulman
- Dr. Joh. Tuyt
- Henri Nicolaas ter Veen
- P.H. Versteeg & C.M.Solleveld
- Ottoline van de Vies
- Caspar H. Vroom